# 1292
Il 1292 (MCCXCII in numeri romani) è un anno bisestile del XIII secolo.

## Eventi
- Reconquista: il re di Castiglia, Sancho IV, sconfigge a Tarifa i Merinidi.
- Federico I succede ad Alberto II come margravio di Meißen

### Ottobre
- 4 ottobre - La Cattedrale di Bari fu consacrata solennemente dall'arcivescovo di Bari Romualdo Grisone, mentre la città era sotto la dominazione angioina.

### Novembre
- 17 novembre - Edoardo I d'Inghilterra nomina Giovanni re di Scozia

## Nati
- 20 gennaio - Elisabetta di Boemia, regina († 1330)
- 2 febbraio - Ibn Qayyim al-Jawziyya, giurista e teologo arabo († 1350)
- 28 maggio - Filippo di Castiglia, principe spagnolo († 1327)
- 24 giugno - Ottone di Brunswick-Lüneburg, nobile († 1344)
- 3 ottobre - Eleonora di Clare, nobile britannica († 1337)
- Giovanni VI Cantacuzeno, imperatore bizantino († 1383)
- Luchino Visconti, condottiero italiano († 1349)
- Pietro d'Angiò, militare francese († 1315)

## Morti
- 17 gennaio - Teobaldo Ordelaffi, italiano
- 6 febbraio - Guglielmo VII del Monferrato, sovrano italiano (n. 1240)
- 4 aprile - Papa Niccolò IV, papa, vescovo cattolico e cardinale italiano (n. 1227)
- 16 aprile - Thibaud Gaudin, francese
- 8 maggio - Amato Ronconi, religioso italiano (n. 1226)
- 24 luglio - Kinga di Polonia, religiosa e santa ungherese (n. 1224)
- 25 settembre - Alice di Saluzzo, nobile italiana
- 30 ottobre - Benvenuta Boiani, religiosa italiana (n. 1255)
- 8 dicembre - John Peckham, arcivescovo cattolico, filosofo e teologo inglese
- Spagnolo Abati, giurista italiano (n. 1240)
- Ruggero Bacone, religioso, filosofo e scienziato britannico (n. 1214)
- Vakhtang II di Georgia, re
- Beatrice di Savoia, nobile italiana
- Roberto Bonghi, vescovo cattolico italiano
- Darmabala, principe mongolo (n. 1264)
- Gertrude di Hackeborn, religiosa tedesca (n. 1232)
- Marjorie, Contessa di Carrick, nobile scozzese
- Isabella Mortimer, nobile britannica (n. 1247)
- Guiraut Riquier, trovatore francese
- Guido da Suzzara, giurista e avvocato italiano (n. 1225)
- Tomàs de Santcliment, nobile e militare spagnolo

## Calendario
| Calendario 1292 | Calendario 1292 | Calendario 1292 | Calendario 1292 | Calendario 1292 | Calendario 1292 | Calendario 1292 | Calendario 1292 | Calendario 1292 | Calendario 1292 | Calendario 1292 | Calendario 1292 | Calendario 1292 | Calendario 1292 | Calendario 1292 | Calendario 1292 | Calendario 1292 | Calendario 1292 | Calendario 1292 | Calendario 1292 | Calendario 1292 | Calendario 1292 | Calendario 1292 | Calendario 1292 | Calendario 1292 | Calendario 1292 | Calendario 1292 | Calendario 1292 | Calendario 1292 | Calendario 1292 | Calendario 1292 | Calendario 1292 | Calendario 1292 |
| --------------- | --------------- | --------------- | --------------- | --------------- | --------------- | --------------- | --------------- | --------------- | --------------- | --------------- | --------------- | --------------- | --------------- | --------------- | --------------- | --------------- | --------------- | --------------- | --------------- | --------------- | --------------- | --------------- | --------------- | --------------- | --------------- | --------------- | --------------- | --------------- | --------------- | --------------- | --------------- | --------------- |
|                 | 1               | 2               | 3               | 4               | 5               | 6               | 7               | 8               | 9               | 10              | 11              | 12              | 13              | 14              | 15              | 16              | 17              | 18              | 19              | 20              | 21              | 22              | 23              | 24              | 25              | 26              | 27              | 28              | 29              | 30              | 31              |                 |
| Gennaio         | Ma              | Me              | Gi              | Ve              | Sa              | Do              | Lu              | Ma              | Me              | Gi              | Ve              | Sa              | Do              | Lu              | Ma              | Me              | Gi              | Ve              | Sa              | Do              | Lu              | Ma              | Me              | Gi              | Ve              | Sa              | Do              | Lu              | Ma              | Me              | Gi              |                 |
| Febbraio        | Ve              | Sa              | Do              | Lu              | Ma              | Me              | Gi              | Ve              | Sa              | Do              | Lu              | Ma              | Me              | Gi              | Ve              | Sa              | Do              | Lu              | Ma              | Me              | Gi              | Ve              | Sa              | Do              | Lu              | Ma              | Me              | Gi              | Ve              |                 |                 |                 |
| Marzo           | Sa              | Do              | Lu              | Ma              | Me              | Gi              | Ve              | Sa              | Do              | Lu              | Ma              | Me              | Gi              | Ve              | Sa              | Do              | Lu              | Ma              | Me              | Gi              | Ve              | Sa              | Do              | Lu              | Ma              | Me              | Gi              | Ve              | Sa              | Do              | Lu              |                 |
| Aprile          | Ma              | Me              | Gi              | Ve              | Sa              | Do              | Lu              | Ma              | Me              | Gi              | Ve              | Sa              | Do              | Lu              | Ma              | Me              | Gi              | Ve              | Sa              | Do              | Lu              | Ma              | Me              | Gi              | Ve              | Sa              | Do              | Lu              | Ma              | Me              |                 |                 |
| Maggio          | Gi              | Ve              | Sa              | Do              | Lu              | Ma              | Me              | Gi              | Ve              | Sa              | Do              | Lu              | Ma              | Me              | Gi              | Ve              | Sa              | Do              | Lu              | Ma              | Me              | Gi              | Ve              | Sa              | Do              | Lu              | Ma              | Me              | Gi              | Ve              | Sa              |                 |
| Giugno          | Do              | Lu              | Ma              | Me              | Gi              | Ve              | Sa              | Do              | Lu              | Ma              | Me              | Gi              | Ve              | Sa              | Do              | Lu              | Ma              | Me              | Gi              | Ve              | Sa              | Do              | Lu              | Ma              | Me              | Gi              | Ve              | Sa              | Do              | Lu              |                 |                 |
| Luglio          | Ma              | Me              | Gi              | Ve              | Sa              | Do              | Lu              | Ma              | Me              | Gi              | Ve              | Sa              | Do              | Lu              | Ma              | Me              | Gi              | Ve              | Sa              | Do              | Lu              | Ma              | Me              | Gi              | Ve              | Sa              | Do              | Lu              | Ma              | Me              | Gi              |                 |
| Agosto          | Ve              | Sa              | Do              | Lu              | Ma              | Me              | Gi              | Ve              | Sa              | Do              | Lu              | Ma              | Me              | Gi              | Ve              | Sa              | Do              | Lu              | Ma              | Me              | Gi              | Ve              | Sa              | Do              | Lu              | Ma              | Me              | Gi              | Ve              | Sa              | Do              |                 |
| Settembre       | Lu              | Ma              | Me              | Gi              | Ve              | Sa              | Do              | Lu              | Ma              | Me              | Gi              | Ve              | Sa              | Do              | Lu              | Ma              | Me              | Gi              | Ve              | Sa              | Do              | Lu              | Ma              | Me              | Gi              | Ve              | Sa              | Do              | Lu              | Ma              |                 |                 |
| Ottobre         | Me              | Gi              | Ve              | Sa              | Do              | Lu              | Ma              | Me              | Gi              | Ve              | Sa              | Do              | Lu              | Ma              | Me              | Gi              | Ve              | Sa              | Do              | Lu              | Ma              | Me              | Gi              | Ve              | Sa              | Do              | Lu              | Ma              | Me              | Gi              | Ve              |                 |
| Novembre        | Sa              | Do              | Lu              | Ma              | Me              | Gi              | Ve              | Sa              | Do              | Lu              | Ma              | Me              | Gi              | Ve              | Sa              | Do              | Lu              | Ma              | Me              | Gi              | Ve              | Sa              | Do              | Lu              | Ma              | Me              | Gi              | Ve              | Sa              | Do              |                 |                 |
| Dicembre        | Lu              | Ma              | Me              | Gi              | Ve              | Sa              | Do              | Lu              | Ma              | Me              | Gi              | Ve              | Sa              | Do              | Lu              | Ma              | Me              | Gi              | Ve              | Sa              | Do              | Lu              | Ma              | Me              | Gi              | Ve              | Sa              | Do              | Lu              | Ma              | Me              |                 |